# Combo (artiste)
Pour les articles homonymes, voir Combo.
Combo, ou Combo Culture Kidnapper, est un artiste de rue franco-libano-marocain né au XXe siècle.

## Biographie
Né d’un père libanais chrétien et d’une mère marocaine musulmane, Combo travaille jusqu’en 2012 comme directeur artistique pour une agence publicitaire.
En avril 2012,, il s’introduit dans la zone interdite de Tchernobyl pour y coller de véritables affiches de publicité qui font l’apologie de l’énergie nucléaire, afin de célébrer le premier anniversaire de l’accident de la centrale de Fukushima.
En janvier 2013, dans les rues de Hong Kong, il colle des pages Google censurées par le Parti : les manifestations de la place Tian’anmen, la récente arrestation de l’artiste Ai Weiwei, le Tibet.
Début avril 2013, Combo s’installe rue des Petits-Carreaux, dans le 2e arrondissement de Paris, pour sa deuxième exposition et colle un portrait de Maître Yoda à moustache de dix mètres de haut, Old-Up.
Le 30 janvier 2015, Combo est agressé par quatre jeunes porte Dorée à Paris, alors qu’il terminait la reproduction du logo Coexist — créé par l’artiste polonais Piotr Młodożeniec (pl) en 2005 —, logo jouant sur les symboles des trois principales religions monothéistes,.
En juin 2015, une de ses fresques intitulée « Les françaises aux africains » est dégradée par des activistes l'accusant de racisme. 
Du 7 janvier au 6 mars 2016, l’Institut du monde arabe accueille une exposition de Combo intitulée « Coexist », en souvenir des grandes marches républicaines de janvier 2015.
En 2016, Combo signe l'affiche officielle de la 35e Fête de la musique.
À partir du 9 avril 2017, avec trois autres artistes, il colle sur les panneaux d’affichage électoraux de Paris des affiches qui parodient celles des candidats à l’élection présidentielle française. Chaque affiche met en scène un personnage issu de la bande dessinée (comme le Schtroumpf grognon) ou du cinéma d’animation (Pinocchio, la Petite Sirène, Cendrillon) et un slogan : « Moi j’aime pas les élections », « Jiminy Cricket n’a jamais été mon assistant parlementaire », « En nage », « Ma robe et mes souliers m’ont été offerts par une amie ». « L’objectif est de faire comprendre le champ lexical qui est derrière les slogans des candidats, de les décoder et de les décrypter », déclare Combo au site du quotidien Le Monde le 11 avril 2017.

## Atteinte au droit d'auteur
En juin 2020, Combo accuse Jean-Luc Mélenchon d’utiliser une de ses œuvres, La Marianne asiatique réalisée en 2017, sans autorisation dans des clips de campagne. En juillet 2023, le mouvement La France insoumise et Jean-Luc Mélenchon sont condamnés en appel à payer 40 000 euros pour atteinte aux droits patrimoniaux et moraux de Combo. Pour l'avocat du graffeur : « C’est une victoire historique, car elle constitue la première jurisprudence rendue en France protégeant une œuvre de street art par le droit d’auteur,,. ».
Cependant une décision de justice antérieure en date du 14 novembre 2007 a consacré la protection d'une œuvre de street-art au titre du droit d'auteur, ici pour l'artiste Invader.